# Salle Wagram
Salle Wagram je koncertní sál v Paříži, využívá se též k výstavám a sportovním utkáním, především k boxu. Nachází se na adrese Avenue de Wagram č. 39 v 17. obvodu. Jedná se o původní sportovní zařízení a dnes je nejstarším sálem tohoto typu v Paříži. Od roku 1981 je chráněn jako historická památka.

## Historie
V roce 1812 nedaleko Place de l'Étoile mimo tehdejší městské hrady otevřel veterán císařské gardy Dourlans hospodu s tančírnou, kterou po bitvě u Waterloo pojmenoval Bal Dourlans. Během Druhého císařství se podnik nazýval Bal Wagram a velmi prosperoval. V roce 1865 byl sál přestavěn do současné podoby, tj. s galerií v patře.
Od roku 1900 se zde pravidelně konají zápasy v savate a v boxu.
Ve 30. letech se zde konaly plesy poslanecké komory (dolní komory Národního shromáždění za Třetí republiky).
V roce 1942 se zde konala propagandistická výstava Bolševismus proti Evropě.
Na koncertech zde vystupovali např. Leonard Bernstein, Maria Callas nebo Duke Ellington.